# Анрі Мордак
Жан Жюль Анрі Мордак (12 січня 1868  – 14 квітня 1943) — французький генерал . У свої ранні роки він був чемпіоном з фехтування у Французькому армійському офіцерському корпусі. Під час Першої світової війни він був командиром 159-го полку альпійської піхоти, потім 90-ї бригади та 24-ї піхотної дивізії, був двічі ранений на полі бою. Вважався правою рукою Жоржа Клемансо у 1918 році, та під час Паризької мирної конференції 1919 року.

## Рання кар'єра
Перші військові роки Анрі Мордак провів лейтенантом в Алжирі, до вступу у 1-й Іноземний полк Іноземного легіону у французькому Індокитаї, у 1893 році. Відбиваючись від залишків піратів у Тонкінській затоці, він став офіцером розвідки, де під час операції "Colonnes du Nord" у 1896 році зустрів Жозефа Галлієні та Юбера Ліоте. Після чого Анрі знову повернувся до Алжиру, у якому залишився на рік. Для того, щоб стати штабним офіцером, ним було прийняте рішення, переїхати до Парижу, де він розпочав навчання у військовій школі ( фр. École militaire). Потім Мордак став відомим своїми військовими роботами, які просували реформи від військових училищ до тактичних війн. Коли Марі-Жорж Пікар став міністром оборони Франції у першому уряді Клемансо у 1906 році, Анрі став його правою рукою. Він наполягав на призначенні колишнього наставника Фердинанда Фоша на чолі École de Guerre, перш ніж стати там інструктором у 1910 році. Анрі провів там перший курс стратегії у Франції, відомий як “Cours des maréchaux”, який був призначений лише п'ятнадцятьом найкращим учням школи. Після цього він повернувся у військове відомство, просуваючи подальші військові реформи. Потім секретар і колишній товариш, з військової школи під назвою: Сен-Сир, Адольф Мессімі призначив його другим директором і керівником військових класів у Вищій військовій школі Сен-Сир у 1912 році. У якій Мордак підготував майбутніх лейтенантів і капітанів, які мали керувати французькими підрозділами на початку бою у Першій світовій війні.

## Перша світова війна

### 1914
У серпні 1914 року Мордак був начальником штабу Першої резервної групи корпусу генерала Луї Аршинарда Східної армії. Коли німці прорвали французькі позиції через Бельгію, він попросив командування над знаменитим 159-м полком альпійської піхоти. Анрі одразу ж взяв участь у битві на кордоні Бельгії та Франції, крім того, його полк брав участь у зупиненні німецького наступу у Вогезах до того, як Перша битва на Марні призвела до операції "Біг до моря". Потім він прийняв командування оборони Арраса, та знову зупинив просування німців, що призвело до стабілізації фронту та початку позиційної війни.

### 1915
Призначений полковником, він прийняв командування над 90-ю бригадою, яка 22 квітня 1915 року стала свідком першої хімічної атаки у військовій історії. Його війська стійко трималося впродовж декількох тижнів, після чого успішно повернули втрачені позиції.

### 1916
У 1916 році він став генералом бригади і прийняв командування над 24-ю піхотною дивізією, яка мала взяти участь у битві при Вердені та битві на Соммі.

### 1917
На початку 1917 він очолив свою дивізію у регіоні Шампань, і відкинув німців на свої позиції перед атакою дороги фр. “Chemin des Demes”. Анрі повинен був взяти на себе командування піхотним корпусом у Італії, але був покликаний, на початку листопада 1917 року, щоб стати військовим начальником штабу в другому уряді Клемансо, який мав називатися Міністерством перемоги (фр. Ministère de la Victoire).

## В уряді
Він довів, що відіграє важливу роль у реорганізації французького командування і був впливовою правою рукою Клемансо з 1917 по 1920 рік, бравши активну участь у перемозі союзників у 1918 році.
У січні 1920 року він став командиром 30-го піхотного корпусу, який займав Рейнську область у Вісбадені. Який залишався під його командуванням до 1925 року, коли він залишив армію, розгніваний обуренням нинішніх політичних і військових лідерів, які відштовхнули його за його критику політики умиротворення по відношенню до Німеччини і за його невблаганну лояльність Клемансо.

## Вихід на пенсію
З 1925 року до своєї смерті у 1943 році Мордак написав більше двадцяти книг і опублікував десятки статей.  
Він розкритикував оприлюднені расові закони, які були створені у 1941 році, його колишнім другом, Філіпом Петеном. Пізніше, Мордака було знайдено мертвим у річці Сена під мостом Мистецтв 12 квітня 1943 року.